# 논리 블록 주소 지정
논리 블록 주소 지정(logical block addressing, LBA)은 컴퓨터 기억 장치에 저장되는 데이터 블록의 위치를 지정하는데 쓰이는 공통 스킴으로, 일반적으로 하드 디스크 드라이브와 같은 보조 기억 장치에 쓰인다. LBA는 특히 단순한 선형 주소 지정 스킴이며, 블록은 정수 색인에 의해 위치되며, 첫 블록은 LBA 0, 두 번째는 LBA 1로 된다.
IDE 표준은 22비트 LBA를 옵션으로 포함하였으며, 더 나아가 ATA-1 (1994년) 출시와 함께 28비트로 확장되었고 ATA-6 (2003년) 출시와 함께 48비트로 확장되었다. 반면, 주소를 보유하고 있는 디스크와 메모리 내의 자료 구조의 엔트리들의 크기는 일반적으로 32비트나 64비트이다. 1996년 이후에 출시된 대부분의 하드 디스크 드라이브들은 논리 블록 주소 지정을 구현하고 있다.

## 강화된 바이오스

### LBA 지원 변환
| 디스크 크기               | 섹터/트랙 | 헤드 | 실린더               |
| ------------------------- | --------- | ---- | -------------------- |
| 1 < X ≤ 504 MiB           | 63        | 16   | X / (63 × 16 × 512)  |
| 504 MiB < X ≤ 1008 MiB    | 63        | 32   | X / (63 × 32 × 512)  |
| 1008 MiB < X ≤ 2016 MiB   | 63        | 64   | X / (63 × 64 × 512)  |
| 2016 MiB < X ≤ 4032 MiB   | 63        | 128  | X / (63 × 128 × 512) |
| 4032 MiB < X ≤ 8032.5 MiB | 63        | 255  | X / (63 × 255 × 512) |

### LBA48
2013년 ATA-6 표준과 함께 도입된 현재의 48비트 LBA 스킴은 최대 128 PiB까지 지원한다.

## CHS 변환
LBA 주소 지정 스킴에서 섹터는 정수 색인으로 수를 표기한다. CHS(실린더-헤드-섹터) 튜플에 매핑할 때, LBA 넘버링은 첫 실린더, 첫 헤드, 트랙츼 첫 섹터로 시작한다.
| LBA 값     | CHS 튜플      |
| ---------- | ------------- |
| 0          | 0, 0, 1       |
| 1          | 0, 0, 2       |
| 2          | 0, 0, 3       |
| 62         | 0, 0, 63      |
| 63         | 0, 1, 1       |
| 945        | 0, 15, 1      |
| 1007       | 0, 15, 63     |
| 1008       | 1, 0, 1       |
| 1070       | 1, 0, 63      |
| 1071       | 1, 1, 1       |
| 1133       | 1, 1, 63      |
| 1134       | 1, 2, 1       |
| 2015       | 1, 15, 63     |
| 2016       | 2, 0, 1       |
| 16,127     | 15, 15, 63    |
| 16,128     | 16, 0, 1      |
| 32,255     | 31, 15, 63    |
| 32,256     | 32, 0, 1      |
| 16,450,559 | 16319, 15, 63 |
| 16,514,063 | 16382, 15, 63 |

## 같이 보기
- 실린더-헤드-섹터 (CHS)
- 디스크 포맷
- 디스크 파티션